# Millplophrys pallida
Millplophrys pallida là một loài nhện trong họ Linyphiidae.
Loài này thuộc chi Millplophrys. Millplophrys pallida được Alfred Frank Millidge miêu tả năm 1995.